# Озгюлтекын, Зафер
Зафер Озгюлтекын (тур. Zafer Özgültekın; род. 10 марта 1975, Кангал, Сивас) — турецкий футболист, вратарь. Известен по выступлениям за «Анкарагюджю» и сборную Турции. Бронзовый призёр чемпионата мира 2002 года.

## Клубная карьера
В профессиональном футболе Зафер дебютировал в клубе «Искендерун», затем некоторое время играл за «Карабюкспор», в 1999 году перешёл в «Анкарагюджю», за который провёл шесть сезонов, ставших лучшими в его карьере. Будучи игроком «Анкарагюджю», он провёл все свои матчи за сборную. После ухода из «Анкарагюджю» в 2005 году карьера Зафера пошла на спад, он сменил несколько турецких клубов, но ни в одном не смог стать основным вратарём. Закончил карьеру в 2011 году, будучи игроком команды «Денизлиспор».

## Карьера в сборной
В составе национальной сборной Зафер дебютировал в 2002 году. Всего в составе сборной провёл 5 матчей, в основном выходил на замену в товарищеских играх. Стал бронзовым призёром чемпионата мира 2002 года, но считался третьим вратарём в команде и на поле в матчах чемпионата ни разу ни выходил.

## Достижения
Сборная Турции
- Бронзовый призёр чемпионата мира по футболу (1): 2002